# Вольфганг Оверат
Вольфганг Оверат (нім. Wolfgang Overath, нар. 29 вересня 1943, Зігбург) — німецький футболіст, що грав на позиції півзахисника. По завершенні ігрової кар'єри — спортивний функціонер.
Як гравець насамперед відомий виступами за клуб «Кельн», а також національну збірну Німеччини.
Чемпіон Німеччини. Володар Кубка Німеччини. У складі збірної — чемпіон світу. 

## Клубна кар'єра
Народився 29 вересня 1943 року в місті Зігбург. Вихованець футбольної школи клубу SSV Siegburg.
У дорослому футболі дебютував 1962 року виступами за команду клубу «Кельн», кольори якої і захищав протягом усієї своєї кар'єри гравця, що тривала цілих шістнадцять років. Більшість часу, проведеного у складі «Кельна», був основним гравцем команди. У складі «Кельна» був одним з головних бомбардирів команди, маючи середню результативність на рівні 0,35 голу за гру першості.

## Виступи за збірну
У 1963 році дебютував в офіційних матчах у складі національної збірної Німеччини. Протягом кар'єри у національній команді, яка тривала 12 років, провів у формі головної команди країни 81 матч, забивши 17 голів.
У складі збірної був учасником чемпіонату світу 1966 року в Англії, де разом з командою здобув «срібло», чемпіонату світу 1970 року у Мексиці, на якому команда здобула бронзові нагороди, а також домашнього чемпіонату світу 1974 року на якому німці стали чемпіонами світу.
Є автором унікального досягнення — за результатами усіх 19 ігор, проведених в рамках фінальних частин чемпіонатів світу, входив до трійки найкращих гравців матчу. 

## Титули і досягнення
- Чемпіон Німеччини (1):

«Кельн»:  1963–64
- Володар Кубка Німеччини (2):

«Кельн»:  1968, 1976–77
Збірні
- Чемпіон світу: 1974
- Віце-чемпіон світу: 1966
- Бронзовий призер чемпіонату світу: 1970